# Гилфорд
Ги́лфорд (англ. Guildford [ˈɡɪlfə(r)d]) — город в Юго-Восточной Англии, административный центр графства Суррей и одноимённого административного района (боро).
Гилфорд находится всего в 30 минутах от международных аэропортов Хитроу и Гатвик и в 40 минутах поездом от центра Лондона.

## Описание
Гилфорд окружен красивой сельской местностью, известной как Суррейские холмы, и расположен недалеко от многих интересных городов и достопримечательностей в Южной Англии. Суррей — фешенебельная и популярная часть Англии. Студенты прибывают сюда со всех континентов, чтобы учиться в Гилфордском колледже и Университете Суррея, который также находится в Гилфорде.
Торговый центр и кафе, многочисленные кинотеатры, концертные залы и дискотеки тоже привлекают в город молодёжь. В Гилфорде есть спортивный центр с несколькими бассейнами, боулингом и искусственным катком, а также проводятся премьеры театральных постановок, прежде чем их увидят жители других городов Великобритании.

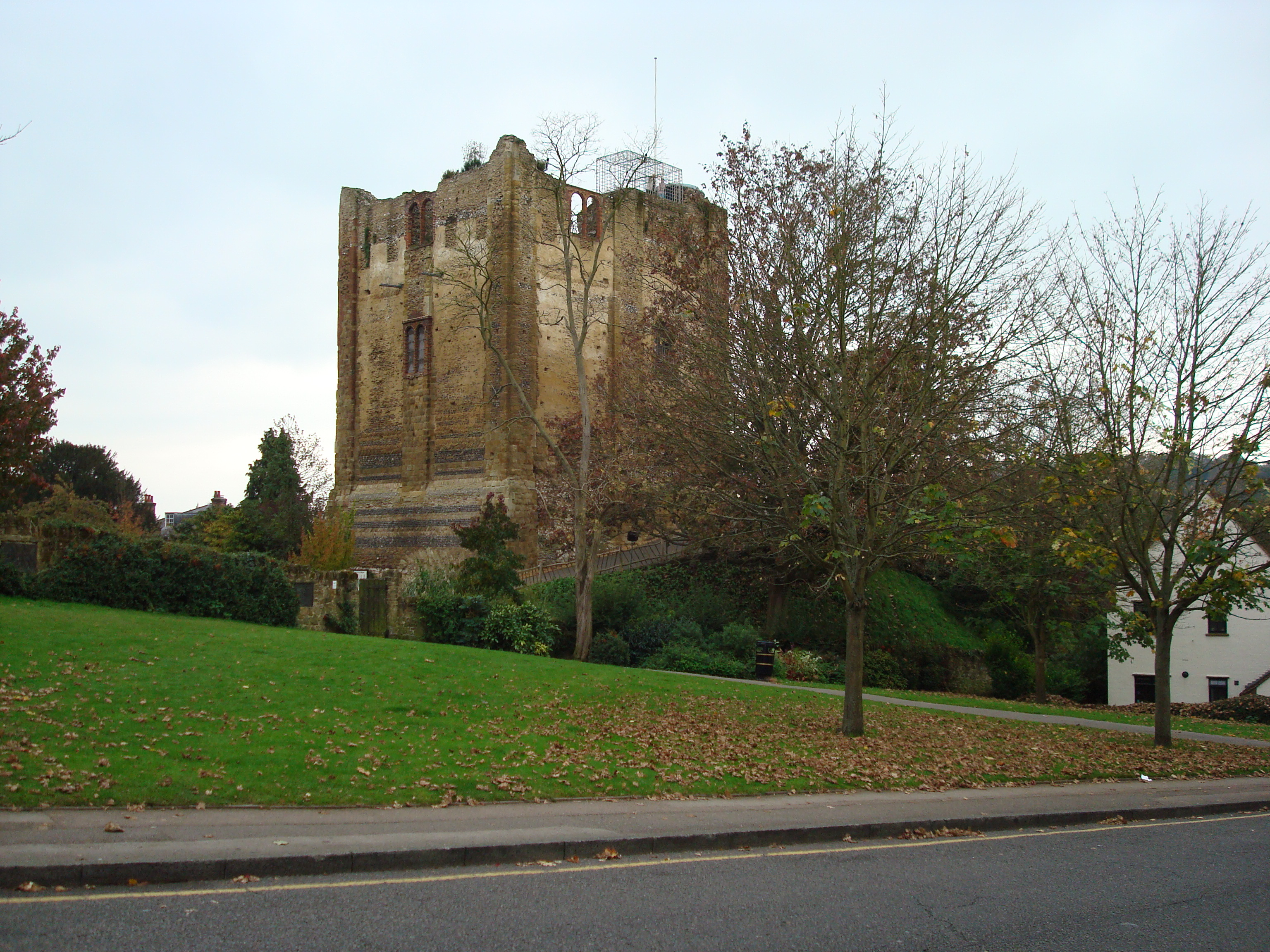
Гилфордский замок

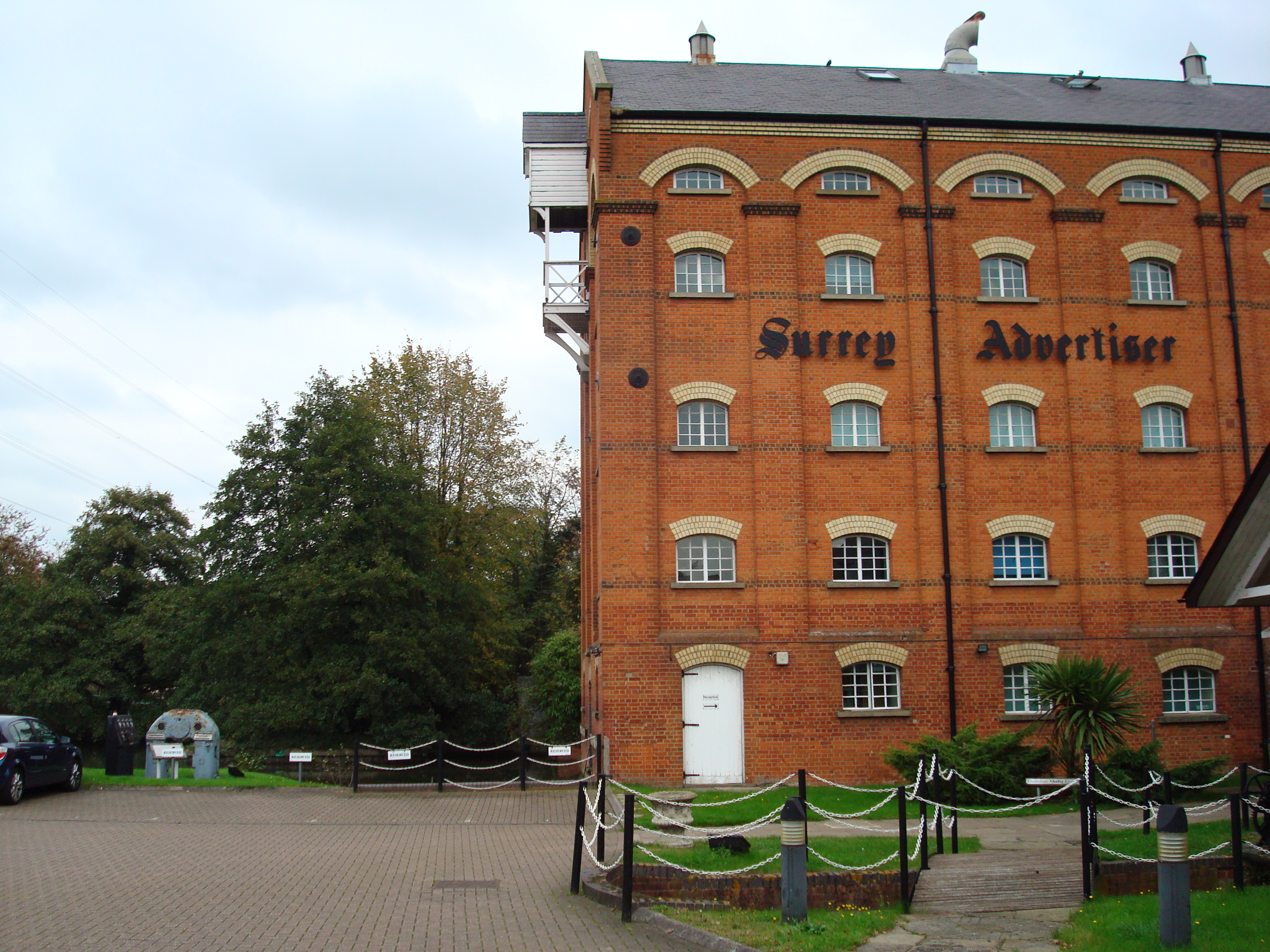
Офис газеты Surrey Advertiser

## Достопримечательности
- Королевская грамматическая школа — частная средняя школа, основанная в 1509 году. В старом здании, построенном в 1557—1586 гг. в георгианском стиле, хранится старинная библиотека, где книги прикованы к полкам цепями.
- Ратуша, построенная в XIV веке. В конце XVII века на ней были установлены часы.
- В 1619 году Джордж Эббот, архиепископ Кентерберийский, основал в Гилфорде Госпиталь Святой Троицы — один из старейших домов призрения в стране.
- Церковь Святой Троицы построена в середине XVIII века на месте рухнувшей средневековой церкви, и это единственная в графстве Суррей большая церковь в георгианском стиле. Долгое время она была главной церковью города, пока в 1961 году не был построен Гилфордский собор.

## Теракт в 1974 году
Вечером 5 октября 1974 году в двух барах Гилфорда прогремели взрывы, организованные Временной Ирландской республиканской армией, в результате которых погибли 5 человек (из них 4 солдата), 65 были ранены. Взрывы привели к тому, что в ноябре 1974 года в Великобритании был принят Акт о предотвращении терроризма. В декабре 1974 года были арестованы не имевшие никакого отношения к взрывам одиннадцать человек, которые стали известны как «Гилфордская четвёрка» и «Магуайрская семёрка». «Гилфордской четвёрке» предъявили обвинения во взрывах, и полицейские насильно заставили их оговорить себя. В октябре 1975 года арестованных приговорили к пожизненному лишению свободы. «Магуайрская семёрка» также была вынуждена сознаться в изготовлении бомб и подготовке к теракту: в марте 1976 года их осудили на срок от 4 до 14 лет. Лишь спустя 15 лет адвокатам осуждённых удалось доказать, что полиция выбивала показания пытками и вынудила дать ложные признания.

## Известные уроженцы, жители
Британская музыкальная группа Subsource из городка Гилфорд.